# Talât Pascha

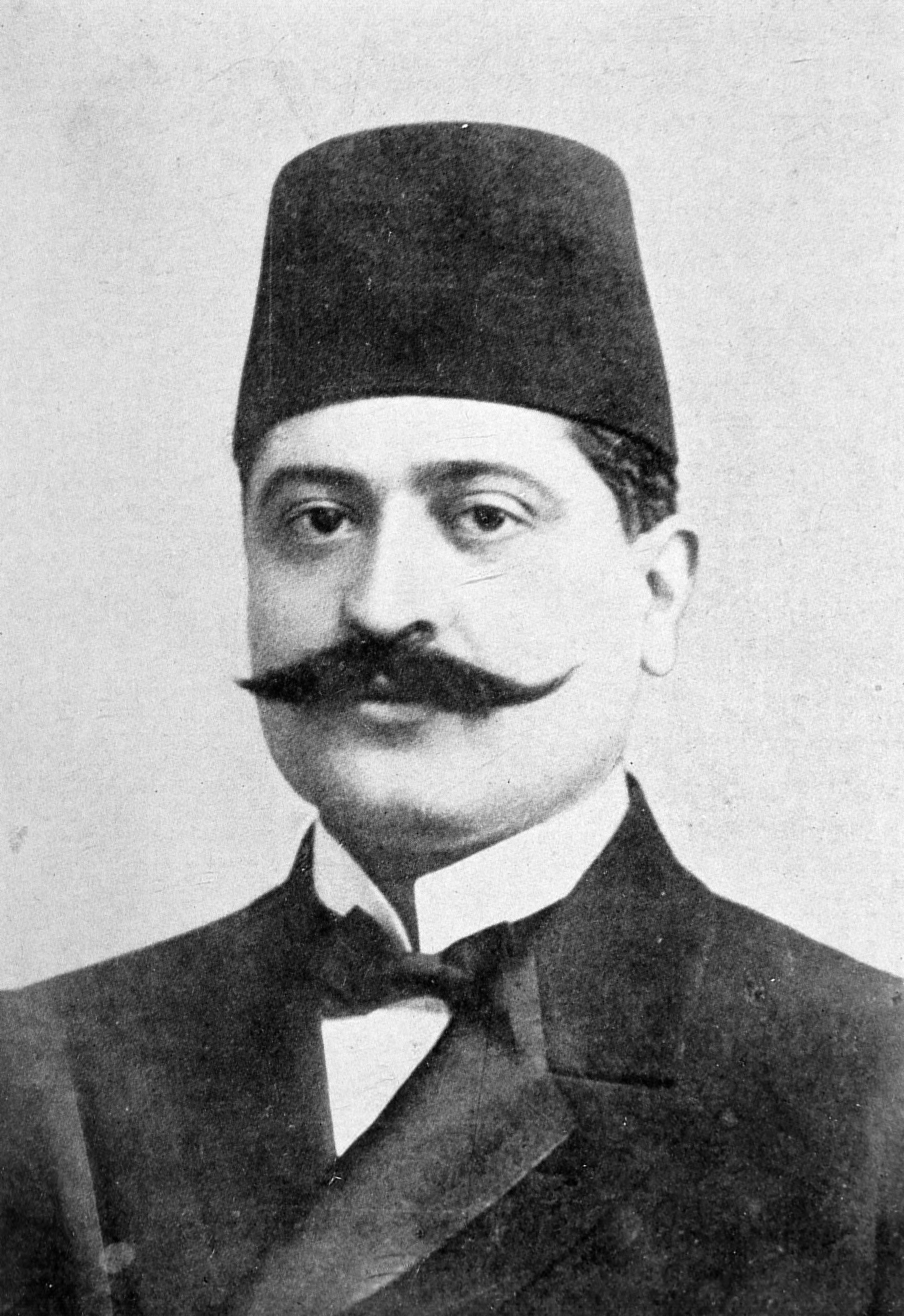
Talât Pascha, vor 1917

Mehmed Talât Pascha (nach heutiger türkischer Orthographie Mehmed Talat Paşa; * 1. September 1874 in Kardschali/Provinz Edirne, heute in Bulgarien; † 15. März 1921 in Berlin) war Innenminister und Großwesir des Osmanischen Reichs und Führer der Jungtürken.
Talât ordnete als Innenminister am 24. April 1915 die Verhaftung armenischer Intellektueller in Istanbul an, was den Völkermord an der armenischen Bevölkerung im Osmanischen Reich einleitete. Nach dem Ersten Weltkrieg floh Talât Pascha nach Deutschland und lebte dort unter fingierter Identität, um der Strafverfolgung als Kriegsverbrecher durch die Alliierten zu entgehen. In Berlin wurde er 1921 von einem Mitglied der armenischen Untergrundorganisation „Nemesis“ erschossen.

## Herkunft und Aufstieg
Talât entstammte kleinen Verhältnissen und repräsentierte eine soziale Aufsteigerschicht, die mit der Jungtürkischen Revolution von 1908 im Osmanischen Reich an die Macht gelangte. Er war ein pomakischer Moslem. Sein Vater stammte aus der überwiegend von Türken bewohnten Stadt Kardschali, während seine Mutter einer türkischen Familie aus Kayseri angehörte. Talât Paschas Familie gehörte gemäß Ramsaur zu den Bektaschiten, die heute zu den Aleviten gezählt werden. Talât Pascha war Freimaurer und als solcher erster Großmeister der Großloge der Freien und Angenommenen Maurer der Türkei.
Als Sechsjähriger erlebte er den Russisch-Türkischen Krieg von 1877/78 und die russische Besetzung seiner engeren Heimat. Diese Kindheitserlebnisse prägten ihn und legten den Keim für den übersteigerten Nationalismus, der sich durch sein ganzes Leben ziehen sollte. Während der Studentenzeit schloss er sich dem nationalistischen Flügel der jungtürkischen Bewegung an, die eine Rettung des Osmanischen Reiches gegen die Bedrohung durch imperialistische Großmächte propagierte.
Ohne Schulabschluss wurde er in den Staatsdienst übernommen und schlug die Laufbahn eines Telegrafenbeamten ein. Gleichzeitig entwickelte er sich zu einem führenden Kopf der Jungtürken, deren ältere Gründergeneration er beiseiteschob. Die politischen Aktivitäten der Jungtürken richteten sich gegen die Regierung unter Sultan Abdülhamid II., der die liberale Verfassung des Großwesirs Midhat Pascha von 1876 außer Kraft gesetzt hatte. Der Kampf für die bürgerlichen Grundrechte gipfelte 1896 in einem versuchten Staatsstreich, der aber scheiterte. Talât war 1906 Gründungsmitglied der jungtürkischen Partei Komitee für Einheit und Fortschritt (İttihad ve Terakki Fırkası) und sorgte dafür, dass die jungtürkische Bewegung um die Jahrhundertwende zunehmend Anhänger im türkischen Offizierscorps gewann. Insbesondere zur heimatlichen Garnison in Thessaloniki hatte er enge Verbindungen und förderte den Aufstieg des jungen Ismail Enver.

## Jungtürkische Revolution

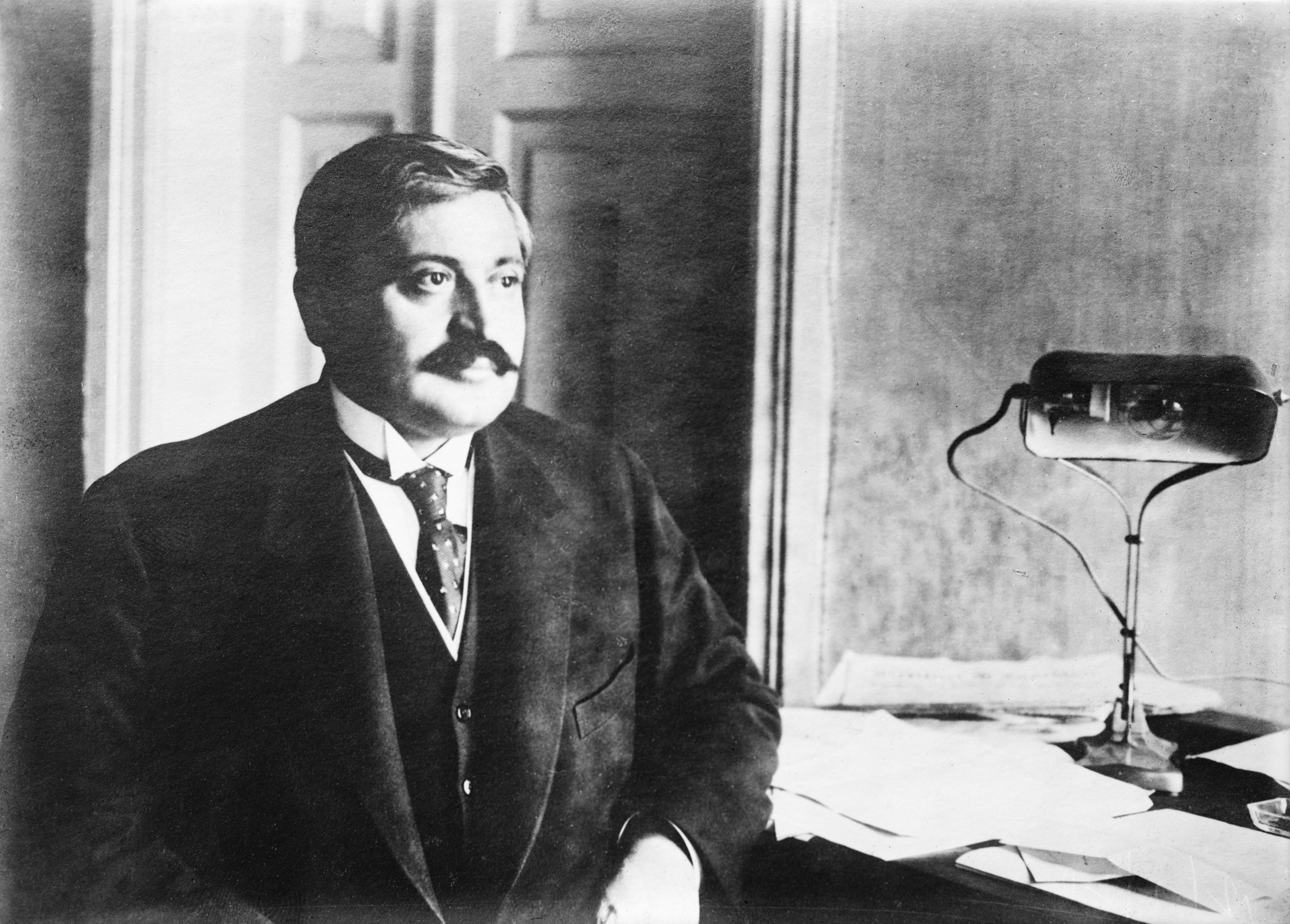
Mehmed Talât

Unter der Führung seines Freundes Enver Pascha kam es 1908 in Thessaloniki zur offenen Rebellion, der sich die Offiziere und Mannschaften anschlossen. Die militärische Überlegenheit der von Enver Pascha mobilisierten Truppen zwang die Regierung zum Rücktritt. Am 24. Juli 1908 musste Abdülhamid II. die Verfassung von 1876 wieder in Kraft setzen, die Zensur aufheben und eine Amnestie erlassen. Talât zog als Abgeordneter des Regierungsbezirks Adrianopel für das „Komitee für Einheit und Fortschritt“ in das Parlament ein. Seine Partei gewann entscheidenden Einfluss auf die neu gebildete Regierung. Gegen die Machtübernahme der Jungtürken unternahmen sultanstreue Kräfte am 13. April 1909 einen Putschversuch, den Truppen unter der Führung von Enver Pascha und Cemal Pascha jedoch nach drei Tagen niederschlugen. Danach entthronten die Jungtürken Sultan Abdülhamid II. und ersetzten ihn durch seinen Bruder und Thronfolger Mehmed V., der Verfassungstreue schwor und die neuen Machtverhältnisse akzeptierte.

## Innenminister

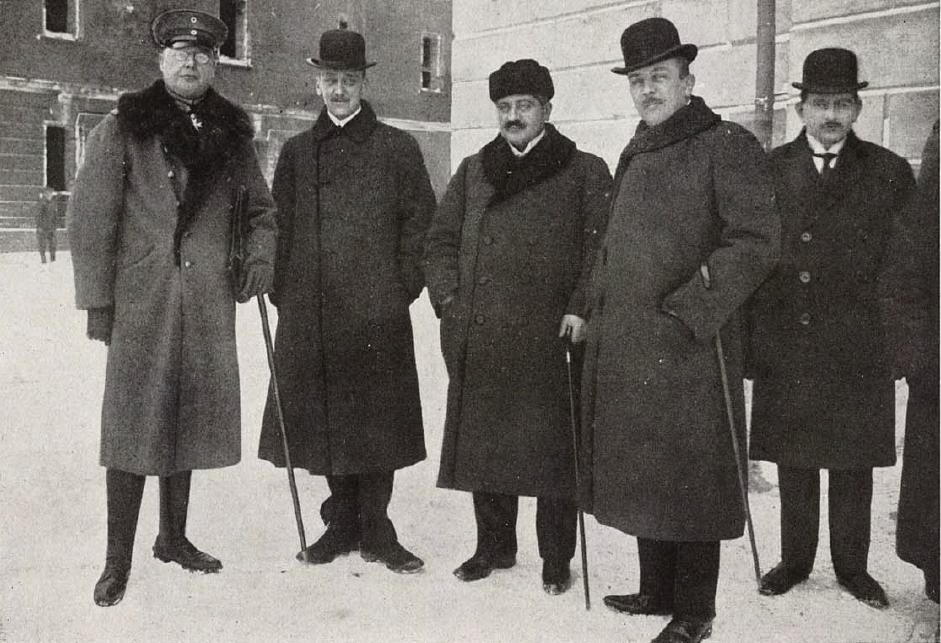
Talât Pascha (Mitte) mit dem deutschen General Max Hoffmann, dem k.u.k. Minister des Äußeren Ottokar Czernin und dem Diplomaten Richard von Kühlmann während der Verhandlungen zum Friedensvertrag von Brest-Litowsk

Als politisch führendem Kopf des „Komitees für Einheit und Fortschritt“ gelang es Talât ab 1909, einflussreiche Positionen im Staat mit Gefolgsleuten zu besetzen. Im Zuge des Wandels des jungtürkischen Programms – dessen ursprünglich demokratisch-parlamentarische Ausrichtung, die eine enge Kooperation mit den Minderheiten des Reiches beinhaltete, angesichts der wachsenden Probleme immer stärker durch die Vorstellung von einer straffen nationalistisch-islamischen Diktatur verdrängt wurde – trat Talât Bey 1911 selbst als Innenminister in die Regierung ein und verschärfte die türkisch-nationalistische Ausrichtung des Staates. Auf Grund der militärischen Niederlage im italienisch-türkischen Krieg, der politischen Verfolgung oppositioneller Kräfte im Inland und der staatlich sanktionierten Gewaltakte gegen Bürger, die nicht türkischer Nationalität waren, verloren die Jungtürken jedoch im Juli 1912 die Macht. Aber schon im Januar 1913 – mitten im Ersten Balkankrieg von 1912/13, der dem Osmanischen Reich eine neuerliche Niederlage bescherte – organisierte Talât im Verein mit Enver und Cemal einen Putsch der Jungtürken gegen die neue schwache Regierung.
Der Putsch verlief erfolgreich, Talât wurde erneut Innenminister des Osmanischen Reiches, das er fortan gemeinsam mit Kriegsminister Enver Pascha und Marineminister Cemal Pascha als Jungtürkisches Triumvirat mit nahezu diktatorischen Vollmachten beherrschte. Anders als die beiden militärischen Führer der Jungtürken stützte sich Talât auf die Verwaltung des Reiches, die er seither systematisch mit Vertrauensleuten auch in den Provinzen durchsetzte, und auf einen ideologisch immer nationalistischeren Kern des Parteiapparats der jungtürkischen „Ittihad“.
Anders als Enver Pascha, der ein militärisches Bündnis mit dem Deutschen Kaiserreich anstrebte, optierte Talât für eine neutrale Außenpolitik. Mit seinen außenpolitischen Vorstellungen konnte er sich jedoch nicht durchsetzen, so dass das Osmanische Reich im Herbst 1914 als Verbündeter Deutschlands und Österreich-Ungarns in den Ersten Weltkrieg eintrat.

### Verantwortung für den Völkermord an den Armeniern

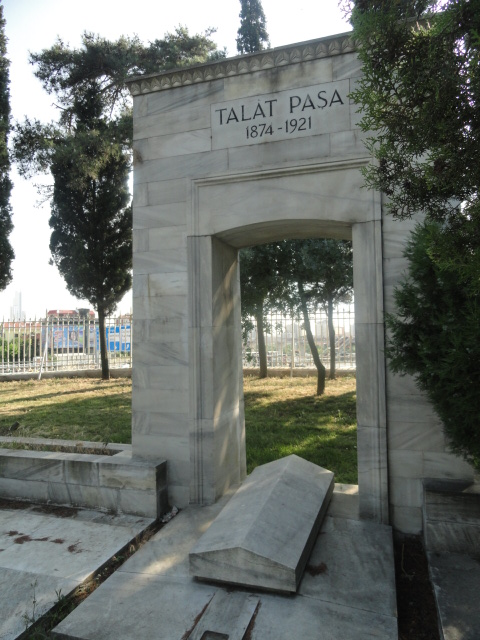
Grabmal auf dem Denkmalkomplex Abide-i Hürriyet im Istanbuler Stadtteil Şişli für den in der Türkei zum Tod verurteilten Hauptverantwortlichen an dem Völkermord

Talât, der bis 1917 Innenminister des Osmanischen Reiches blieb, war als solcher der Hauptverantwortliche für den Völkermord an den Armeniern, der vor allem in den Jahren 1915/16 erfolgte und von Talât mithilfe der Staatsverwaltung, aber auch einiger Geheimorganisationen seiner Partei zentral organisiert wurde. Talât stellte als Innenminister die konkreten Deportationsbefehle aus, die offiziell als kriegsbedingte Umsiedlung einer unzuverlässigen Minderheit begründet wurden, und sorgte zugleich inoffiziell dafür, dass diese Befehle realiter als Genozid-Anweisungen verstanden und umgesetzt wurden. Zu diesem Zwecke setzte er eine parteiinterne jungtürkische Miliz ein und nutzte zugleich seine Befugnisse als Innenminister, um widerstrebende Gouverneure und Beamte zu beseitigen. Die Landräte von Lice, Midyat, Diyarbakır und Beşiri sowie die Gouverneure von Basra und Müntefak wurden aus diesem Grunde ermordet oder hingerichtet und durch Anhänger einer radikalen Linie ersetzt. Ein bekanntes Zitat von Talât Pascha lautet: „La question arménienne n’existe plus.“ Dokumentiert ist dieser Ausspruch, mit dem Talât Ende August 1915 die Vertreibung und alle Maßnahmen gegen Armenier überhaupt einstellen ließ, in den Akten des Auswärtigen Amtes.
Es wurde u. a. durch Talât selbst versucht, seine Verantwortung zu relativieren:
Interview im Berliner Tageblatt (5. Mai 1916):
„Unglücklicherweise gingen schlechte Beamte, in deren Hände die Ausführung dieser Befehle [Deportation] anvertraut worden war, beim Erledigen ihrer Pflicht auf die unvernünftigen Ausschreitungen ein. Diese tragischen Ereignisse haben mich mehr als eine schlaflose Nacht gekostet.“
Beim letzten Kongress des Komitees für Einheit und Fortschritt räumt Talât erneut Vorfälle ein, argumentiert aber, dass diese von der armenischen und griechischen Presse übertrieben worden seien (1. November 1918):
„Viele Beamte setzten Kraft und Gewalt ein, mehr als notwendig war. In vielen Gegenden wurden manche unschuldige Menschen ungerechterweise Opfer. Ich gestehe das.“
Nachgelassene Erinnerungen von Talât Pascha (1921, veröffentlicht durch Talâts Witwe):
„Die Hohe Pforte […] wollte die Sicherheit der Armee und der Bevölkerung gewährleisten und ergriff energische Maßnahmen, um diesen Aufständen Einhalt zu gebieten. Die Deportation der Armenier war eine dieser vorbeugenden Maßnahmen. Ich gestehe, dass die Deportation nicht überall rechtmäßig durchgeführt wurde. An manchen Orten wurden unrechtmäßige Handlungen begangen. Der bereits existierende Hass zwischen Armeniern und Mohammedanern, der durch die barbarischen Aktivitäten der ersteren intensiviert worden war, hatte viele tragische Konsequenzen erzeugt. Manche Beamte missbrauchten ihre Autorität und an mehreren Orten nahmen Leute die präventiven Maßnahmen in die eigene Hand, wodurch unschuldige Menschen misshandelt wurden. Ich gestehe es. Auch gestehe ich, dass es die Pflicht der Regierung war, diese Misshandlungen und Gewalttaten zu verhindern oder zumindest ihre Täter zu erlegen und hart zu bestrafen.“

### Großwesir
In den Jahren 1915 bis 1918 übernahm Talât innerhalb der osmanischen Regierung neben dem Amt des Innenministers zeitweilig weitere Ressorts, darunter die Ministerien der Finanzen und für Post- und Fernmeldewesen, und agierte auch als Stellvertreter der abwesenden Kriegs- und Marineminister Enver Pascha und Cemal Pascha.
Von Februar 1917 bis Oktober 1918 amtierte Talât, der deshalb den Titel eines „Pascha“ erhielt, als Großwesir und damit als Regierungschef des Osmanischen Reiches. Als sich die Kriegsniederlage des Hauptverbündeten Deutschland bereits abzeichnete, musste er am 8. Oktober 1918 zurücktreten, blieb jedoch bis zur Bildung der neuen Regierung unter dem früheren Kriegsminister Ahmed İzzet Pascha am 14. Oktober 1918 noch geschäftsführend im Amt.

## Exil in Deutschland
Talât Pascha lebte vom 10. November 1918 bis zu seinem gewaltsamen Tod unter dem Namen Ali Sai in Berlin. Ein deutsches U-Boot brachte Talât, Enver, Cemal Pascha, Doktor Nazim, Bahaettin Şakir und Cemal Azmi in der Nacht vom 2. auf den 3. November 1918 nach Odessa.
Talât Pascha lehnte zunächst die Fluchtpläne seiner Parteifreunde ab und wollte sich der Rechenschaft stellen. Er wurde allerdings bald überzeugt, die Rechenschaft auf später zu verschieben, „sobald das Land frei von ausländischer Kontrolle und Einfluss ist“ (Zitat aus seinem Schreiben vom 2. November 1918 an seinen Amtsnachfolger Ahmed Izzet Pascha).
Talât wohnte zunächst für wenige Tage in einem Hotel am Alexanderplatz, danach in einem Sanatorium in Neubabelsberg. Nach einiger Zeit hatten Freunde ihm eine 3-Zimmerwohnung in der Hardenbergstraße in Charlottenburg besorgt. Hier wohnte er mit seiner Frau Hayriye Hanım. Später zog Doktor Nazım dazu.
Während er unter einer neuen, liberalen und pro-britischen Regierung in Istanbul 1919 in Abwesenheit zum Tod verurteilt wurde, arbeitete Talât von Berlin aus an einem politischen Comeback in der Türkei, wo er die Milizen im türkischen Befreiungskrieg (Kuvayı Milliye) um Kemal Atatürk unterstützte, an deren Spitze er sich künftig zu stellen hoffte.
Der neue osmanische Botschafter in Berlin, Rıfat Pascha, verlangte von den deutschen Behörden die Auslieferung Talât Paschas an die Türkei, nachdem er von dessen Aufenthalt in Berlin erfahren hatte, und versuchte, durch den Türkischen Club in Berlin Stimmung gegen die in Deutschland Asyl suchenden Jungtürken zu schüren. Die deutschen Behörden kamen dem Ausweisungswunsch Rıfat Paschas allerdings nicht nach.
Am 15. März 1921 erschoss Soghomon Tehlirian hinterrücks Talât Pascha in der Hardenbergstraße in der Nähe seiner Wohnung. Tehlirian war Mitglied des geheimen armenischen Kommandos Operation Nemesis, das die Täter des Genozids an den Armeniern verfolgte und tötete. Er wurde im folgenden Mord-Prozess vom Vorwurf eines Tötungsdeliktes wegen Unzurechnungsfähigkeit freigesprochen, da das Gericht eine eingeschränkte Willensfreiheit des Angeklagten zum Zeitpunkt der Tat als möglich annahm. Tehlirian selbst rechtfertigte das Attentat mit folgenden Worten: „Ich habe den Mörder meiner Frau und Großeltern gerichtet.“ Deutsche Offiziere, die der deutschen Militärmission im damaligen Osmanischen Reich angehörten, wurden verhört und erhoben Anschuldigungen gegen die Militärführung des Osmanischen Reichs, wobei der Staatsanwalt es abwies, Talâts Verantwortung für die Massaker zu überprüfen. Das Gericht überprüfte lediglich, ob Tehlirian von Talâts Schuld überzeugt war. Das reichte laut Staatsanwalt völlig aus, um Tehlirians Motiv zu klären.
Talât wurde auf dem Alten St.-Matthäus-Kirchhof Berlin begraben, die sterbliche Überreste wurden am 25. Februar 1943 durch das Hitlerregime unter militärischen Ehrenbezeugungen von Berlin nach Istanbul überführt und dort am Abide-i Hürriyet, dem Denkmal der jungtürkischen Revolution von 1908, beigesetzt.

## Schriften
- Posthumous Memoirs of Talaat Pasha. In: Current History. 15, 1921, ZDB-ID 715005-2, S. 284–295.